# Милош Йокич
Милош Йокич (серб. Милош Јокић/Miloš Jokić, нар. 7 червня 1987, Чачак) — сербський футболіст, півзахисник грецької «Ламії».

## Клубна кар'єра
На батьківщині грав у командах «Борац» (Чачак), «Слобода» (Чачак), «Металац», «Динамо» (Вранє), «Чукарички» та «БАСК», а також в «Олімпіці» (Сараєво) з Боснії. У 2011 році він переїхав в Угорщину, де виступав у складі клубів «Сольнок» та «Вашаш». Навесні 2012 року був представлений як гравець української команди першої ліги, «Металург» (Запоріжжя). З цією командою завоював місце у вищому дивізіоні чемпіонату України, де дебютував 22 липня 2012 року в грі проти «Дніпра». За два роки, проведених в Україні, у вищому дивізіоні зіграв усього 16 матчів і забив 1 м'яч, у ворота донецького «Шахтаря». З 2015 року виступає за клуб першої ліги чемпіонату Греції «Ламія».

## Досягнення
- Перша ліга чемпіонату України
  -  Чемпіон (1): 2011/12